# Kijevo (Batočina)
Pour les articles homonymes, voir Kijevo.
Kijevo (en serbe cyrillique : Кијево) est un village de Serbie situé dans la municipalité de Batočina, district de Šumadija. Au recensement de 2011, il comptait 482 habitants.

## Démographie
| 1948 | 1953 | 1961 | 1971 | 1981 | 1991 | 2002 | 2011 |
| ---- | ---- | ---- | ---- | ---- | ---- | ---- | ---- |
| 983  | 952  | 878  | 911  | 786  | 699  | 549  | 482  |

|  |